# Lista państw świata w 1929
1930 – 1929 – 1928

## Państwa świata

### A
- Afganistan – Królestwo Afganistanu
- Królestwo Albanii
- Andora – Księstwo Andory
- Argentyna – Republika Argentyńska
- Australia – Związek Australijski
- Austria – Federalne Państwo Austrii

### B
- Belgia – Królestwo Belgii
- Boliwia – Republika Boliwii
- Brazylia – Stany Zjednoczone Brazylii
- Bułgaria – Carstwo Bułgarii

### C
- Chile – Republika Chile
- Chiny – Republika Chińska
- Czechosłowacja – Republika Czechosłowacka

### D
- Dania – Królestwo Danii
- Dominikana – Republika Dominikany

### E
- Ekwador – Republika Ekwadoru
- Królestwo Egiptu – Królestwo Egiptu
- Estonia – Republika Estońska
- Etiopia – Cesarstwo Etiopskie

### F
- Finlandia – Republika Finlandii
- Francja – Republika Francuska

### G
- Wolne Miasto Gdańsk
- Druga Republika Grecka
- Gwatemala – Republika Gwatemali

### H
- Haiti – Republika Haiti
- Hidżaz i Nadżd (unia personalna)
  -  Hidżaz – Królestwo Hidżazu
  -  Nadżd – Królestwo Nadżd i jego Dependencji
- Holandia – Królestwo Niderlandów
- Honduras – Republika Hondurasu
- Hiszpania – Królestwo Hiszpanii

### I
- Królestwo Islandii
- Irlandia – Wolne Państwo Irlandii

### J
- Japonia – Cesarstwo Japonii
- Królestwo Jemenu

### K
- Kanada – Dominium Kanady
- Kolumbia – Republika Kolumbii
- Kostaryka – Republika Kostaryki
- Kuba – Republika Kuby

### L
- Liberia – Republika Liberii
- Liechtenstein – Księstwo Liechtensteinu
- Litwa – Republika Litwy
- Luksemburg – Wielkie Księstwo Luksemburga

### Ł
- Łotwa – Republika Łotewska

### M
- Meksyk – Zjednoczone Stany Meksyku
- Monako – Księstwo Monako
- Mongolia

### N
- Rzesza Niemiecka
- Królestwo Nepalu
- Nowa Fundlandia – Dominium Nowej Fundlandii
- Nowa Zelandia – Dominium Nowej Zelandii
- Nikaragua – Republika Nikaragui
- Norwegia – Królestwo Norwegii

### P
- Panama – Republika Panamy
- Paragwaj – Republika Paragwaju
- Peru – Republika Peru
- Persja – Imperialne Państwo Persji
- Polska – Rzeczpospolita Polska
- Portugalia – Republika Portugalska

### R
- Rumunia – Królestwo Rumunii

### S
- Salwador – Republika Salwadoru
- San Marino – Republika San Marino
- Królestwo SHS – Królestwo Serbów, Chorwatów i Słoweńców (do 6 stycznia)
  - Jugosławia – Królestwo Jugosławii (od 6 stycznia)
- Syjam – Królestwo Syjamu
- Stany Zjednoczone
- Szwecja – Królestwo Szwecji
- Szwajcaria – Konfederacja Szwajcarii

### T
- Turcja – Republika Turcji

### U
- Urugwaj – Wschodnie Państwo Urugwaju

### W
- Watykan – Państwo Watykańskie (od 11 lutego)
- Wenezuela – Stany Zjednoczone Wenezueli
- Węgry – Królestwo Węgier
- Wielka Brytania – Zjednoczone Królestwo Wielkiej Brytanii i Irlandii Północnej
- Włochy – Królestwo Włoch

### Z
- Południowa Afryka
- ZSRR

## Państwa niesuwerenne
- Ararat (od sierpnia)
- Królestwo Sikkim
- Tuwa – Tuwińska Republika Ludowa
- Tybet

## Mandaty Ligi Narodów
- Państwo Alawitów (administrowane przez Francję)
- Togo Brytyjskie (administrowane przez Wielką Brytanię)
- Kamerun Brytyjski (administrowane przez Wielką Brytanię)
- Kamerun Francuski (administrowane przez Francję)
- Togo Francuskie (administrowane przez Francję)
- Liban – Okręg Wielkiego Libanu (administrowane przez Francję)
- Mezopotamia – Brytyjski Mandat Mezopotamii (administrowane przez Wielką Brytanię)
- Nauru (administrowane przez Australię, Nową Zelandię i Wielką Brytanię)
- Nowa Gwinea – Nowa Gwinea Australijska (administrowane przez Australię)
- Palestyna – Brytyjski Mandat Palestyny (administrowane przez Wielką Brytanię)
- Ruanda-Urundi (administrowana przez Belgię)
- Dżabal ad-Duruz – Państwo Dżabal ad-Duruz (administrowane przez Francję)
- Mandat Południowego Pacyfiku (administrowane przez Japonię)
- Afryka Południowo-Zachodnia (administrowane przez ZPA)
- Syria –  Okręg Syrii (administrowane przez Francję
- Tanganika – Terytorium Tanganiki (administrowane przez Wielką Brytanię)
- Transjordania – Emirat Transjoradanii (administrowane przez Wielką Brytanię)
- Samoa Zachodnie (administrowane przez Nową Zelandię)